# Жорж Ебі
Жорж Ебі (фр. Georges Aeby, 21 вересня 1913, Фрібур — 14 грудня 1999) — швейцарський футболіст, що грав на позиції нападника.
Виступав, зокрема, за клуби «Серветт» та «Лозанна», а також національну збірну Швейцарії, у складі якого був учасником чемпіонату світу 1938 року.
Дворазовий чемпіон Швейцарії. Володар Кубка Швейцарії.
Молодший брат Поля Ебі, також футболіста, гравця збірної.

## Клубна кар'єра
У футболі дебютував виступами за команду клубу «Орор» (Б'єн). Протягом 1930—1933 років захищав кольори команди клубу «Б'єн».
Своєю грою за останню команду привернув увагу представників тренерського штабу клубу «Серветт», до складу якого приєднався 1933 року. Відіграв за женевську команду наступні дев'ять сезонів своєї ігрової кар'єри. За цей час двічі виборював титул чемпіона Швейцарії. 1940 року не лише став чемпіоном країни, але й найкращим бомбардиром національної першості
1942 року уклав контракт з клубом «Лозанна», у складі якого провів наступні сім років своєї кар'єри гравця. За цей час додав до переліку своїх трофеїв титул володаря Кубка Швейцарії.
Завершив професійну ігрову кар'єру у клубі «Уранія» (Женева), за команду якого виступав протягом 1949—1952 років.
Помер 14 грудня 1999 року на 87-му році життя.

## Виступи за збірну
1936 року дебютував в офіційних матчах у складі національної збірної Швейцарії. Протягом кар'єри у національній команді, яка тривала 11 років, провів у формі головної команди країни 39 матчів, забивши 13 голів.
У складі збірної був учасником чемпіонату світу 1938 року у Франції, де взяв участь у двох з трьох ігор швейцарців на турнірі.

## Титули і досягнення
- Чемпіон Швейцарії (2):

«Серветт»: 1933-1934, 1939-1940
- Володар Кубка Швейцарії (1):

«Лозанна»: 1943-1944
- Найкращий бомбардир чемпіонату Швейцарії (1): 1939-1940